# Kaspar von Stieler
Kaspar David von Stieler (ur. 25 marca 1632 w Erfurcie, zm. 24 czerwca 1707 tamże) – niemiecki leksykograf, dramatopisarz, poeta.

## Życiorys
Po ukończeniu gimnazjum w Erfurcie podejmuje w roku 1648 studia medycyny na uniwersytetach w Lipsku i Erfurcie. 1649-1650 studiuje w Marburgu i Giessen. Jednak z powodu udziału w pojedynku zostaje usunięty ze studiów, przenosi się na uniwersytet w Królewcu (Königsberg), gdzie studiuje teologię i retorykę. Zarabia na życie jako guwerner. W latach 1654–1657 odbywa służbę wojskową oraz podróżuje do Holandii, Francji, Włoch i Szwajcarii. Publikuje swoje pierwsze utwory literackie. W 1660 ukazuje się – pod pseudonimem – jego zbiór pieśni Die Geharnschte Venus oder Liebes-Lieder.
W 1662 podejmuje studia prawnicze w Jenie, w tym samym roku zostaje sekretarzem hrabiego Albrechta Antona von Schwarzburg-Rudolstadt i rozpoczyna karierę jako dramatopisarz. Ukazuje się sześć utworów komediowych Stielera wystawianych następnie na festynach organizowanych przez jego możnowładcę.
W latach 1666–1677 służy na dworze Ernestinów w Eisenach. W 1668 zostaje przyjęty do Towarzystwa Owocodajnego, przyjmuje pseudonim „der Spate” („Łopata”). Na dworze w Weimarze (1680-1685) staje się znanym literatem. Od 1690 działa w Erfurcie jako niezależny pisarz, jest też radcą prawnym dworu weimarskiego, zostaje obdarzony tytułem szlacheckim. Umiera w Erfurcie w wieku 75 lat.

## Twórczość
Stieler jest autorem utworów dramatycznych komediowych, utworów poetyckich, zbiorów pieśni miłosnych i religijnych, ale też rozpraw prawniczych, rozpraw na temat niemieckiej prasy, autorem podręczników języka niemieckiego, podręczników dla sekretarzy i dziennikarzy prasowych.

### Stieler jako leksykograf
W historii języka niemieckiego Stieler jest znany jako autor obszernego 3-tomowego słownika języka niemieckiego Der Teutschen Sprache Stammbaum und Fortwachs (rok 1691).
We wstępie do słownika wypowiada się krytycznie o modzie na wyrazy obce w Niemczech. Mimo to jako jeden ze swoich celów wymienia tłumaczenie z języka niemieckiego jako „języka głównego” na łacinę, zarówno w szkole, jak i poza szkołą.
Słownik zawiera 68 000 haseł. Są one przyporządkowane do 400-600 jednosylabowych wyrazów rdzennych (w nawiązaniu do Schotteliusa i jego Stammworttheorie). I tak do wyrazu rdzennego Rad przypisane są złożenia: Drehrad, Feuerrad, Spinnrad itd., ale również artykuł hasłowy Rädlein. Decydującym kryterium jest pokrewieństwo etymologiczne, stąd też przy Rad obecność wyrazu hasłowego Rolle.
Wśród haseł znajdują się archaizmy, wyrazy sztucznie utworzone, okazjonalizmy, wyrazy związane z poezją i życiem elit dworskich. Z takich haseł zrezygnuje Matthias Kramer w swoim słowniku z 1700-1702, ograniczając się do słownictwa faktycznie używanego w komunikacji. W słowniku Stielera w dużym stopniu zostało uwzględnione słownictwo prawnicze. Autor uwzględnił też wulgaryzmy, po to, żeby cudzoziemcy mogli uniknąć ich używania.
Znaczenia niemieckich haseł są wyjaśniane w języku łacińskim.
Według Gerharda Isinga (1968), badacza twórczości Stielera, słownik był pierwszą próbą obszernego zarejestrowania niemieckiego słownictwa. Tym samym stanowi początki nowoczesnej leksykografii niemieckiej („am Anfang der modernen deutschen Lexikograhie steht”).

### Dzieła (wybór)
- Die Geharnschte Venus oder Liebes-Lieder im Kriege gedichtet mit neuen Gesang-Weisen zu singen und zu spielen gesezzet nebenst ettlichen Sinnreden. Hamburg 1660 (przedruk: München 1968) (zbiór pieśni) Deutsches Textarchiv – Filidor der Dorfferer [i. e. Stieler, Kaspar von]: Die Geharnschte Venus. Hamburg, 1660
- Rudolstädter Festspiele. Rudolstadt 1665–1667. (komedie)
- (współwydawca) Fünffaches Fürstliches Sächßisches Trauer Gedächtnüß. Weimar 1670
- Teutsche Sekretariat-Kunst. Nürnberg 1673 (podręcznik języka niemieckiego)
- Der Teutsche Advocat. Nürnberg 1678 (rozprawka prawnicza)
- Der Bußfertige Sünder. Nürnberg 1679 (śpiewnik i modlitewnik)
- Bellemperie. Königsberg 1680
- Willmutt. Königsberg 1680
- Auditeur oder KriegsSchultheiß. Nürnberg 1683 (o prawie wojennym)
- Die Dichtkunst des Spaten. Autograph 1685 (wznowienie: Wiedeń 1975)(o poezji)
- Der Teutschen Sprache Stammbaum und Fortwachs. Nürnberg 1691 (przedruk: Hildesheim 1968)
- Zeitungs Lust und Nutz. Hamburg 1695 (wznowienie: Bremen 1969) (o prasie)
- Politische Briefverfassung. Heidelberg 1696 (rozprawka o prasie)